# Алкмеон (сын Мегакла)
Алкмеон (др.-греч. Ἀλκμαίων) — афинский политик и военачальник VII — VI веков до н. э.
Сын Мегакла. Вероятно, был главой рода Алкмеонидов, когда это семейство в конце VII или начале VI века до н. э. было осуждено за святотатство, совершенное при подавлении Килоновой смуты, и впервые изгнано из Афин.
По-видимому, вернулся по амнистии, объявленной в архонтство Солона в 594 до н. э.. По сообщению Плутарха, возглавлял афинское войско в Первой Священной войне. Существует предположение, что он мог принять участие в войне еще находясь в изгнании, во главе отряда наемников, и лишь затем стал афинским командующим.
По словам Геродота, Алкмеон «оказал помощь лидийцам, прибывшим из Сард от Креза к дельфийскому оракулу, и заботился о них», поскольку Аклкмеониды поддерживали прочные связи с Дельфами.
Крез пригласил Алкмеона посетить Сарды, и когда тот приехал,

...царь дал ему в подарок столько золота, сколько он мог сразу унести на себе. Алкмеон же ухитрился еще умножить этот щедрый дар. Он облекся в длинный хитон, оставив на нем глубокую пазуху. На ноги он надел самые большие сапоги, которые только можно было найти. В таком одеянии Алкмеон вошел в сокровищницу, куда его ввели. Бросившись там на кучу золотого песка, Алкмеон сначала набил в сапоги сколько вошло золота. Потом наполнил золотом всю пазуху, густо насыпал золотого песку в волосы на голове и еще набил в рот. Выходя из сокровищницы, Алкмеон еле волочил ноги и был похож скорее на какое-то другое существо, чем на человека. Рот его был полон, и вся одежда набита золотом. При виде этого Крез не мог удержаться от смеха и не только оставил все унесенное им золото, но еще и добавил не меньше. Так-то этот дом чрезвычайно разбогател.— Геродот. VI, 125.
Перед теми историками, которые склонны допустить, что анекдот, рассказанный Геродотом, основан на реальной поездке Алкмеона в Лидию, встает хронологическая проблема, так как Крез, согласно хронологии Геродота, стал царем около 560 до н. э., а Алкмеон к этому времени, вероятно, уже умер. Предлагались различные варианты её решения: либо Алкмеон посетил не Креза, а его отца Алиатта (к этому мнению склоняются многие исследователи, в частности, И. Е. Суриков, датирующий поездку 593 годом до н. э.), либо Креза посетил какой-то другой Алкмеон, либо Алкмеон побывал в Лидии в старости, когда главой рода уже был его сын Мегакл.
Утверждения Геродота, что источником богатства Алкмеонидов были подарки лидийского царя, у специалистов доверия не вызывают, так как квадрига Алкмеона одержала победу на Олимпийских играх, и он стал первым афинянином, добившимся успеха в этом престижном и очень дорогом виде состязаний. Предполагается, что победа была одержана на 47-х Олимпийских играх в 592 до н. э., и значит, у Алкмеонидов уже к этому времени была хорошая конюшня.
Женой Алкмеона, как полагают, была Кесира, происходившая из эретрийского аристократического рода.
Суриков предполагает, что, помимо Мегакла, сыном Алкмеона мог быть некий Крез, афинянин, погибший в каком-то сражении в последней трети VI века до н. э., и чье имя сохранилось в надписи на куросе.